# Selendi
Selendi ist eine Stadtgemeinde (Belediye) im gleichnamigen Ilçe (Landkreis) der Provinz Manisa in der türkischen Ägäisregion und gleichzeitig eine Gemeinde der 2012 geschaffenen Manisa Büyükşehir Belediyesi (Großstadtgemeinde/Metropolprovinz). Seit der Gebietsreform 2013 ist die Gemeinde flächen- und einwohnermäßig identisch mit dem Landkreis.
Die Stadt liegt etwa 130 Kilometer östlich des Zentrums und grenzt im Süden an Kula, im Westen und Norden an Demirci und im Osten an die Provinzen Kütahya und Uşak. Durch die Kreisstadt fließt der Fluss Selendi Çayı, der weiter westlich in den Gediz mündet. Im Norden des Kreises liegt der 1511 Meter hohe Vulkan Yağcı Dağı.
In der Nähe der Stadt lag vermutlich die antike Stadt Silandos. Hier wurde eine Statue einer lokalen Muttergöttin gefunden. Heute befindet sich diese Skulptur im Archäologischen Museum von Izmir.
Der Kreis Selendi wurde im Juni 1954 durch das Gesetz Nr. 6324 gebildet. Der Kreis Demirci im Norden gab 18 seiner Dörfer ab, der Kreis Kula im Süden gab 26 seiner Dörfer ab. Auch der Verwaltungssitz Selendi kam aus dem gleichnamigen Bucak im Kreis Kula.
(Bis) Ende 2012 bestand der Landkreis aus der Kreisstadt und 46 Dörfern (Köy), die während der Verwaltungsreform 2013 in Mahalle (Stadtviertel/Ortsteile) überführt wurden. Die elf existierenden Mahalle der Kreisstadt blieben erhalten, während die Mahalle der anderen Belediye vereint und zu je einem Mahalle reduziert wurden. Durch Herabstufung dieser Belediye und der Dörfer zu Mahalle stieg deren Zahl auf 57 an. Ihnen steht ein Muhtar als oberster Beamter vor.
Ende 2020 lebten durchschnittlich 346 Menschen in jedem Mahalle, 1.211 Einw. im bevölkerungsreichsten (Kurtuluş Mah.).